# Shāhmār-e Mīrzā Morād
Shāhmār-e Mīrzā Morād (persiska: شاهمار ميرزا مراد) är en ort i Iran.   Den ligger i provinsen Kermanshah, i den västra delen av landet, 500 km väster om huvudstaden Teheran. Shāhmār-e Mīrzā Morād ligger 1 366 meter över havet och antalet invånare är 262.
Terrängen runt Shāhmār-e Mīrzā Morād är lite kuperad. Runt Shāhmār-e Mīrzā Morād är det ganska tätbefolkat, med 60 invånare per kvadratkilometer. Närmaste större samhälle är Kūzarān-e Sanjābī, 17,0 km öster om Shāhmār-e Mīrzā Morād. Omgivningarna runt Shāhmār-e Mīrzā Morād är i huvudsak ett öppet busklandskap.